# Église Saint-Pierre du Bailleul
Pour les articles homonymes, voir Église Saint-Pierre.
L'église Saint-Pierre est une église située au Bailleul, dans le département de la Sarthe.

## Historique
L'église a été entièrement reconstruite vers 1840 par l'architecte Pierre-Félix Delarue, dans le style néoroman. L'édifice est inscrit au titre des monuments historiques depuis le 13 septembre 2007.

## Description

### Architecture extérieure

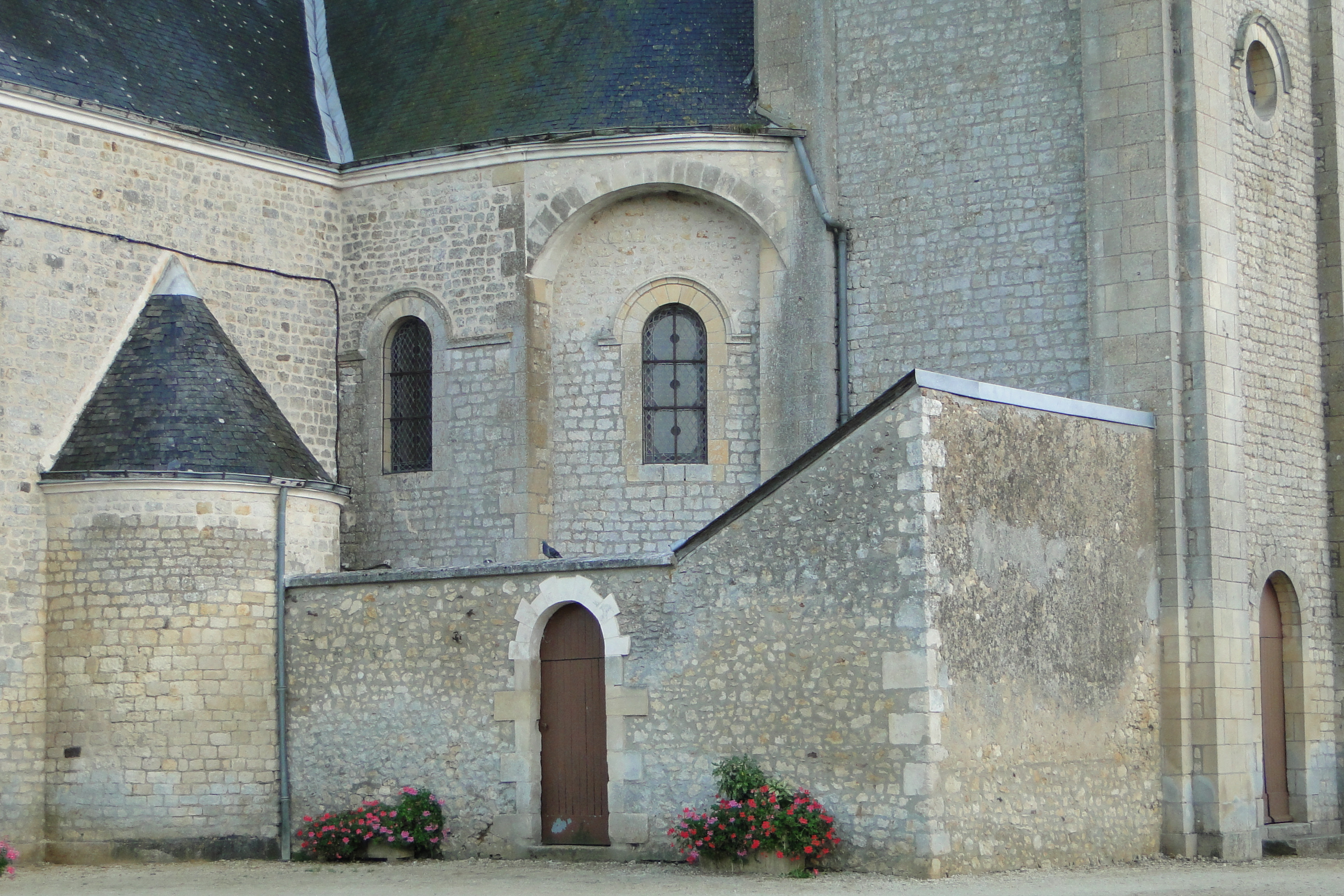
Un détail de l'église.
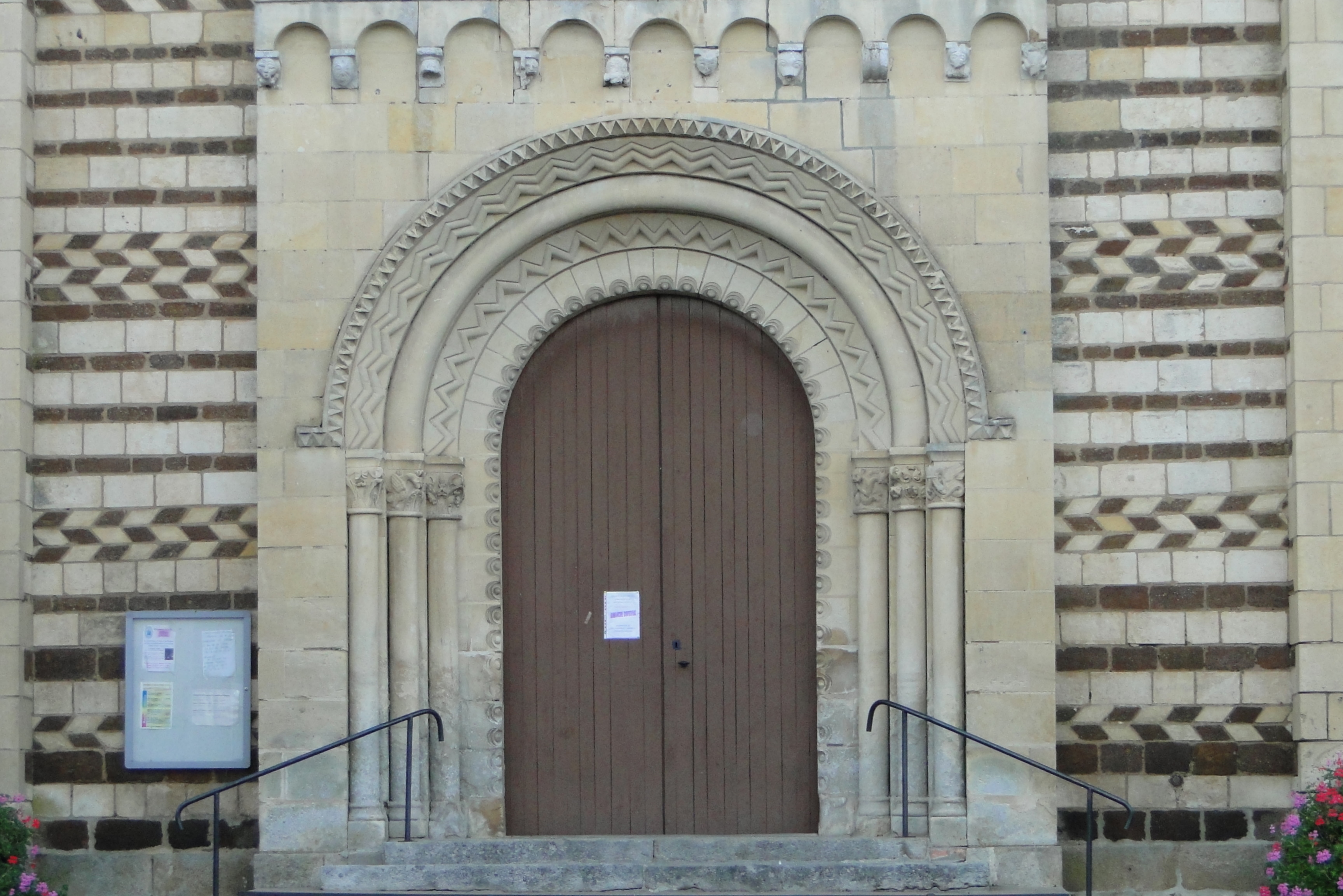
Le portail.
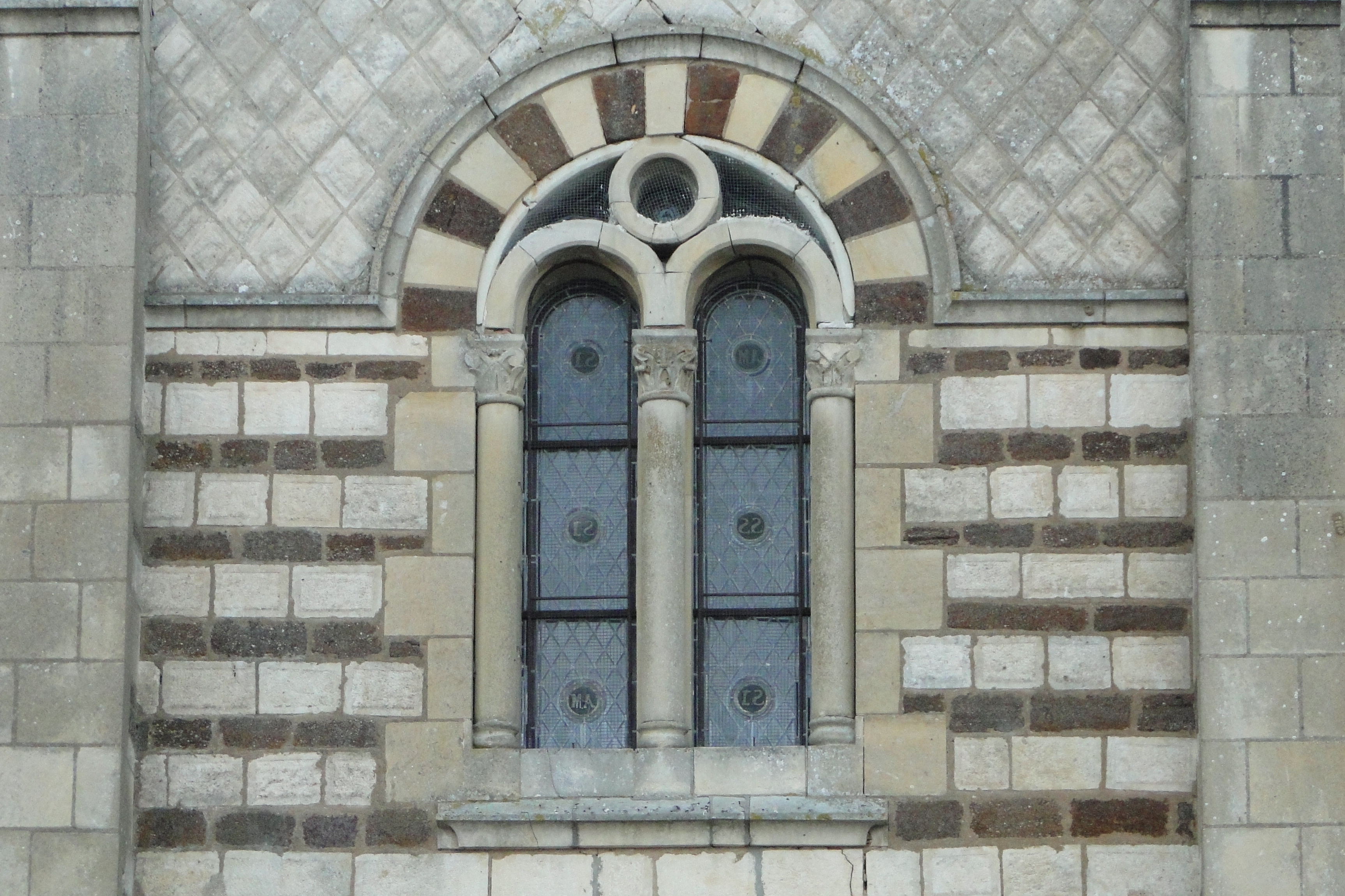
Une fenêtre.

### Architecture intérieure

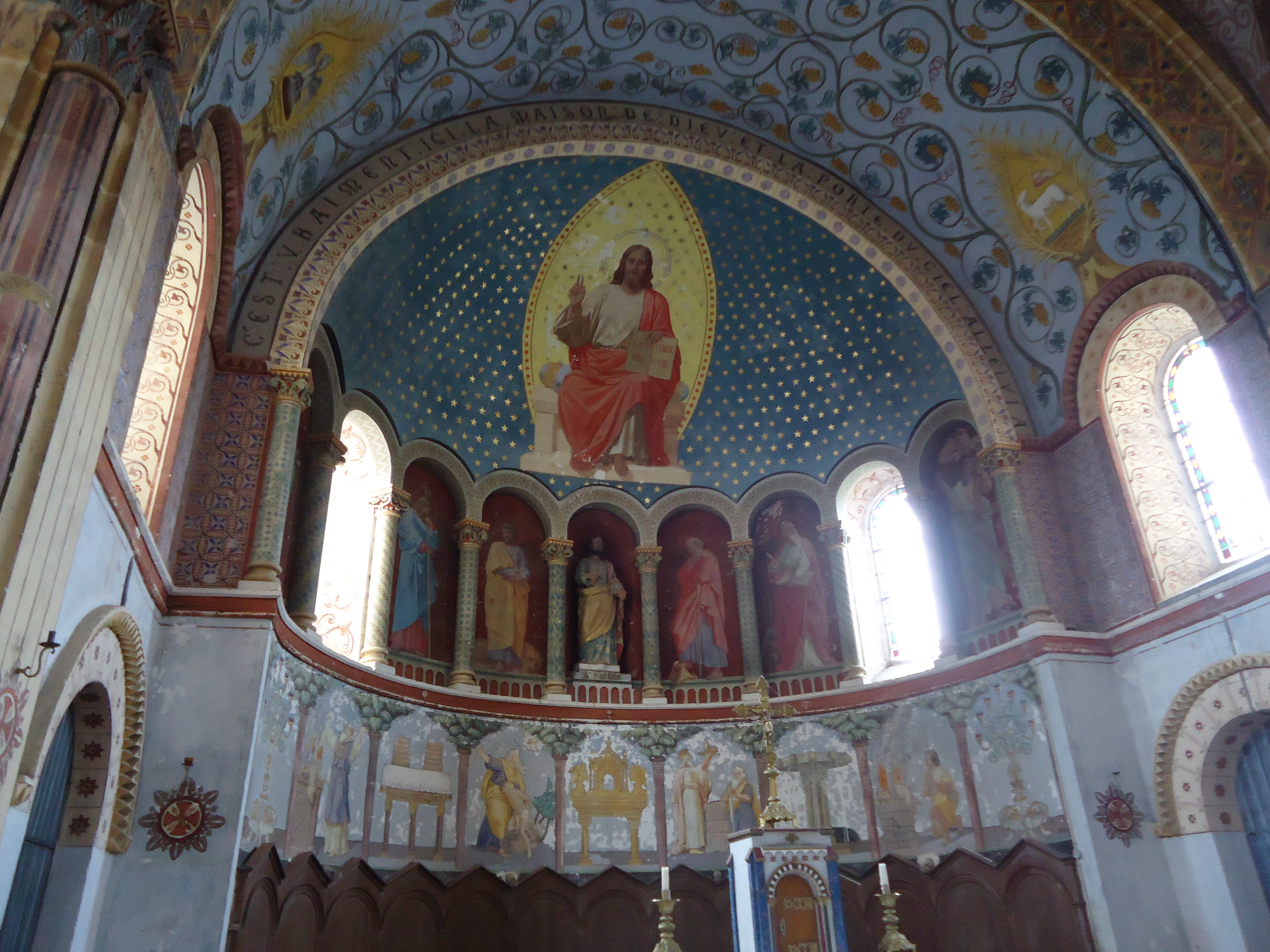
La décoration du chevet.
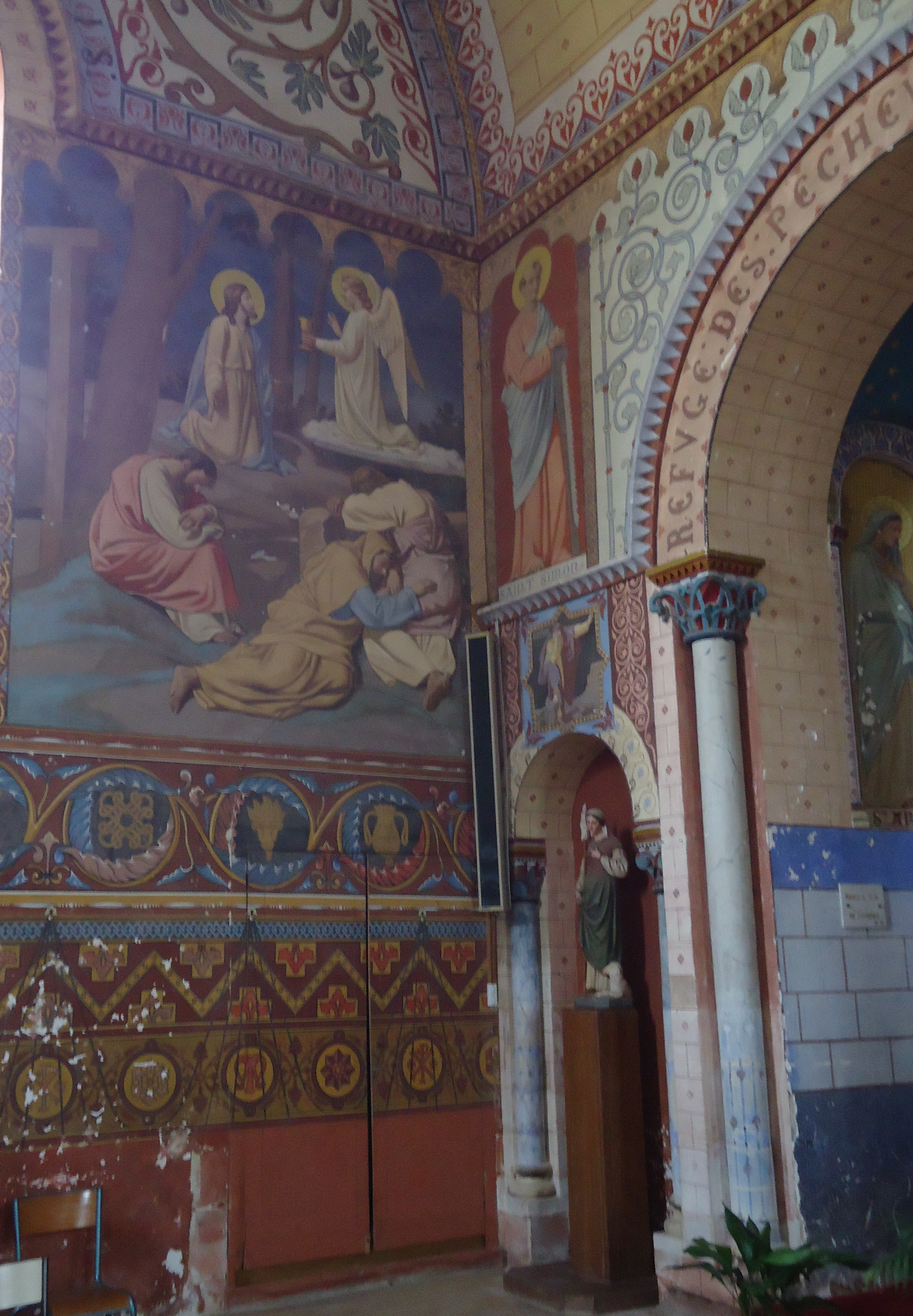
Une peinture murale.
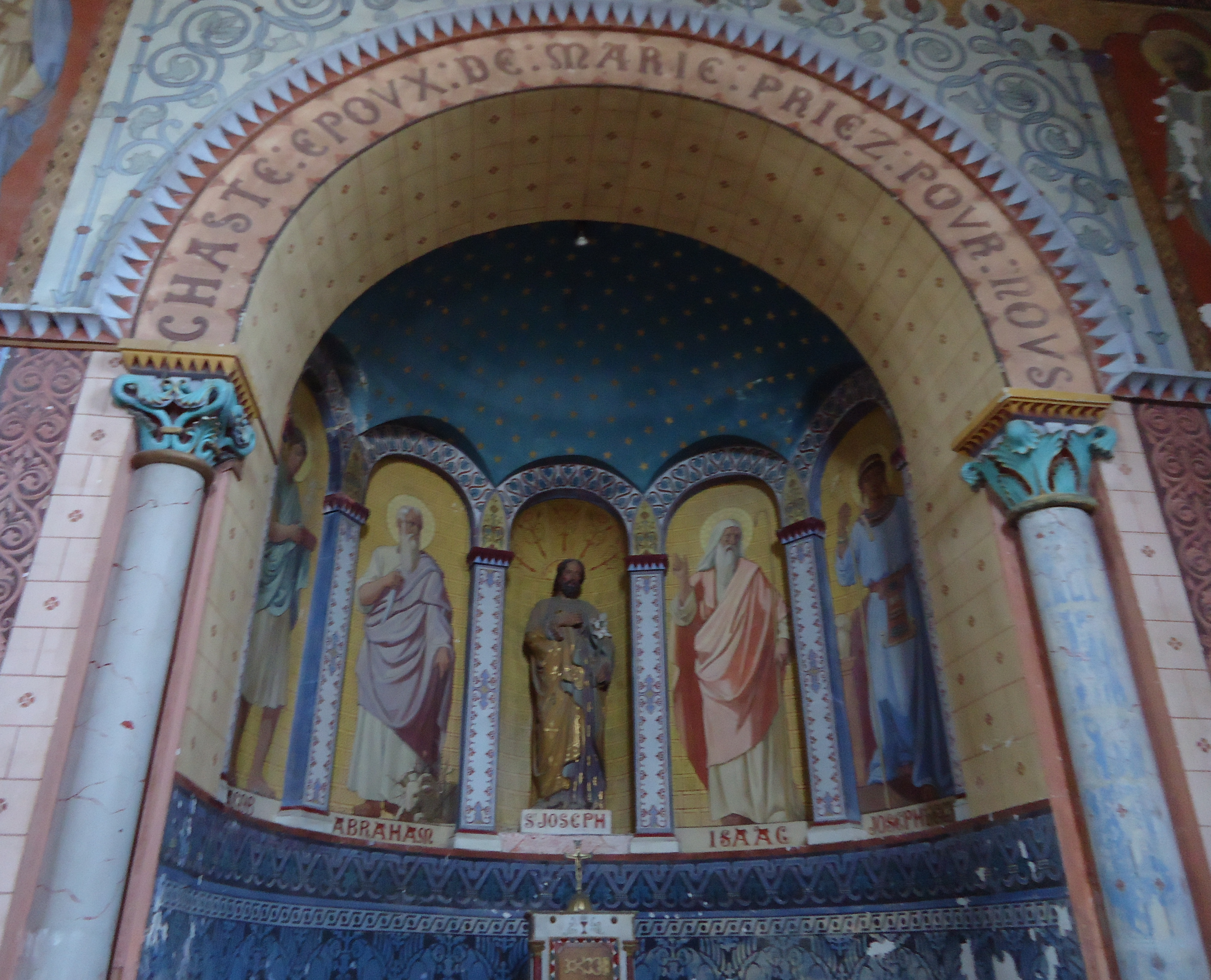
La chapelle Saint-Joseph.